# Mona Marshall
Mona Marshall właściwie Mona M. Iannotti (ur. 31 sierpnia 1947) – amerykańska aktorka głosowa.

## Wybrana filmografia

### Anime
- Armitage III jako Julian Moore (Armitage: Dual-Matrix (movie)) (dubbing angielski)
- Digimon Adventure jako Izzy Izumi (dubbing angielski)

### Filmy animowane
- Młoda Pocahontas jako Pocahontas
- Rycerz z Cyber Baśni jako Jerry

### Gry
- South Park: Kijek Prawdy jako Henrietta Biggle / Sheila Broflovski / Linda Stotch / Pani Biggle / Red / Dodatkowe głosy

### Seriale animowane
- Miasteczko South Park jako Sheila Broflovski
- Przygody Olivera Twista jako Oliver Twist (pies)
- Bąbel i Rudzielec jako Bearbette